# Rostfjällskivling
Rostfjällskivling (Lepiota boudieri) är en svampart som beskrevs av Bres. 1881. Rostfjällskivling ingår i släktet Lepiota och familjen Agaricaceae.  Arten är reproducerande i Sverige. Inga underarter finns listade i Catalogue of Life.